# Lance-grenades modèle 36
Le lance-grenades modèle 36 est un lance-grenades polonais de l’entre-deux-guerres.

## Historique
La réalité des opérations de combat sur les fronts de la Première Guerre mondiale ont montré la nécessité de développer des armes qui fourniraient un soutien direct de l’infanterie à des distances supérieures au lancer d’une grenade à main, et en même temps inférieures à la portée minimale de l’artillerie et des mortiers. Ce problème a été résolu par une famille d’armes de soutien à courte portée. Cette famille comprenait les grenades à fusil, les lanceurs de mines et les lance-grenades.
Après que la Pologne a recouvré son indépendance, plusieurs modèles d’armes de ce type sont allés à l’armée de Terre polonaise naissante. Les plus populaires étaient le lance-grenades allemand Granatenwerfer 16 et la grenade à fusil Viven-Bessières (V.B.) utilisée avec les fusils système Lebel et Berthier.
Au fil du temps, ces armes sont devenues obsolètes et un nouveau design de ce type a dû être développé. Les travaux sur le nouveau lance-grenades ont commencé en 1927 à l’école centrale de tir de Toruń. Il a été établi que la nouvelle arme devait être caractérisée par une masse et des dimensions réduites, une construction simple et une portée maximale allant jusqu’à 400 m. Sur la base de ces hypothèses, le major Roman Jarząbkiewicz a développé un prototype avec un angle fixe d’alignement du canon (45°) et une portée de 140 à 400 m. Des essais d’armes ont été effectués en novembre 1929 à Toruń. Ils ont montré de nombreux défauts de conception, mais le prototype polonais a surpassé les autres constructions étrangères de ce type, par exemple le lance-grenades italien Breda de 38 et 50 mm. Les travaux suivants ont été effectués à l’Institut de recherche sur les matériaux d’armement (IBMU) à Varsovie, où en avril 1931, trois autres prototypes ont été fabriqués. Ils ont été transférés au Centre d’entraînement de l’infanterie pour des essais. Des résultats positifs ont amené la décision de produire 412 exemplaires et de les remettre à l’armée en février 1933. Cette arme a reçu la désignation de « lance-grenades modèle 30 »,.
L’expérience des unités militaires a montré les inconvénients du lance-grenades. Les plus graves étaient : un mauvais montage du viseur (il tombait souvent après le tir), une fixation défectueuse du niveau d’esprit, un régulateur de gaz bloquant, un dépliage et un pliage des armes peu pratiques et un système de déclenchement défectueux. Les soldats ont souligné que le pied à lame utilisé était trop petit et ne fournissait pas un soutien suffisant pendant le tir.
Par conséquent, IBMU a décidé de poursuivre les travaux sur l’amélioration du lance-grenades. Les prototypes améliorés ont été fabriqués dans le manège militaire n° 2 à Varsovie et soumis à d’autres tests. Après leur achèvement, les commentaires des testeurs ont été pris en compte et huit nouveaux prototypes ont été construits à la Rifle Factory de Varsovie en quatre versions différant par de petits détails (A, B, C et D). Après d’autres tests techniques et tactiques, une résolution du KSUS du 14 janvier 1936 adopte une nouvelle arme sous la désignation « lance-grenades modèle 36 »,.
Dans le même temps, l’Institut de technologie de l’armement a également effectué des travaux sur un lance-grenades de calibre 40 mm avec un canon rayé, et l’entreprise Perkun sur un lance-grenades désigné G.P. Les deux projets ont été abandonnés en raison des résultats positifs du modèle 36,.
La production de lance-grenades modèle 36 a eu lieu dans les années 1936-1939 dans la société Usine mécanique et d’appareillage Ludwik Zieleniewski à Cracovie. Au total, jusqu’en août 1939, 3454 lance-grenades modèle 36 ont été produits.

## Conception

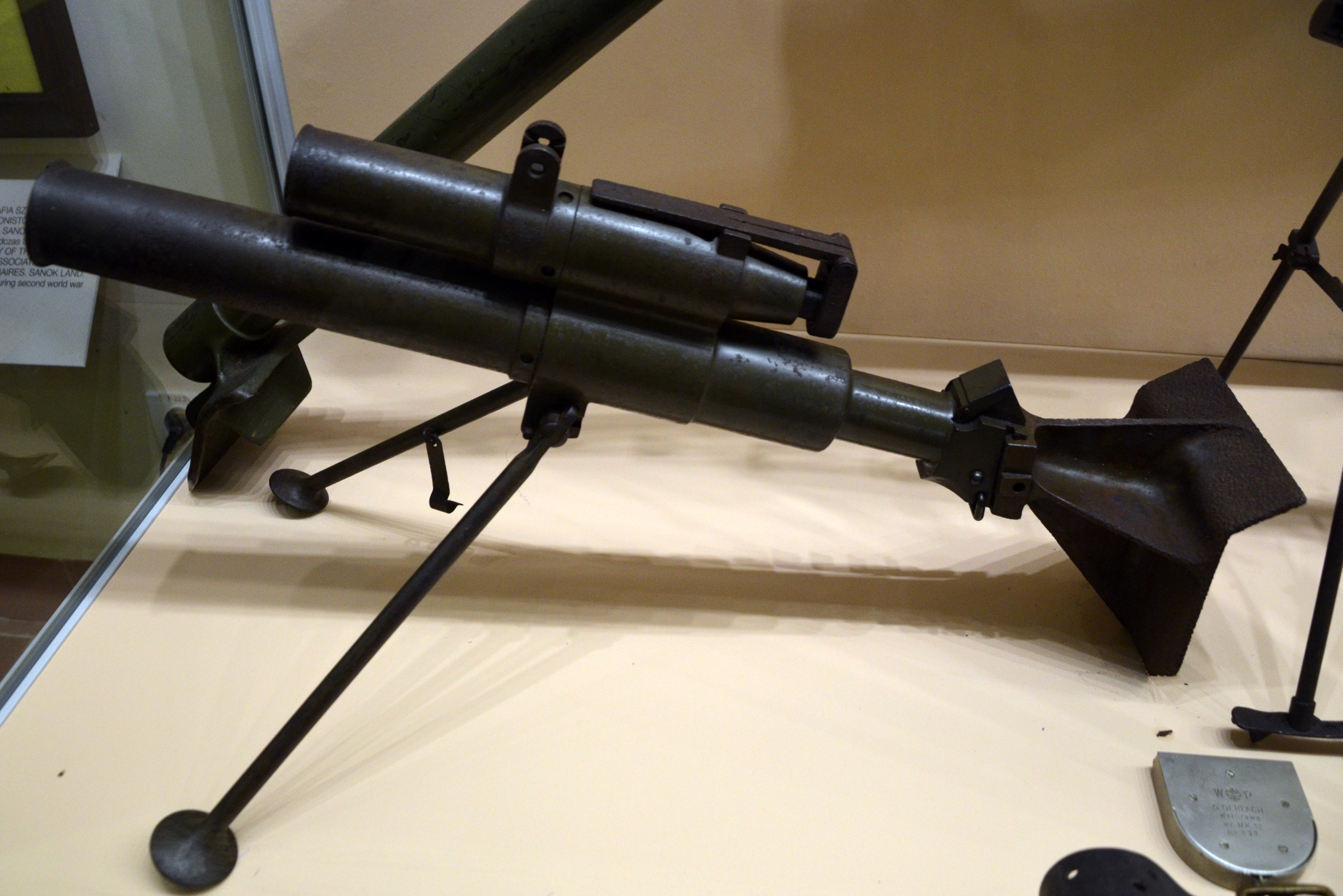
Lance-grenades modèle 36

Le lance-grenades modèle 36 de calibre 46 mm était une arme de soutien. La masse du lance-grenades était de 8 kg et sa longueur totale de 640 mm. L’arme avait un canon lisse d’une longueur de 400 mm. La partie arrière du canon était montée sur une base appelée pied, et la partie avant était appuyée sur un bipied, replié pendant la marche.
Au-dessus du canon, il y avait un régulateur de gaz en bouteille à l’aide duquel il était possible d’ajuster finement la distance à laquelle la grenade était tirée (de 100 à 800 m). Une partie des gaz rentrait dans le régulateur par un trou triangulaire spécial. La taille du trou était ajustée au moyen d’une bague de réglage. De cette façon, la quantité de gaz s’échappant était contrôlée et la pression dans le canon était modifiée, ce qui entraînait à son tour l’ajustement de la distance de tir,.
Pour faciliter le fonctionnement du lance-grenades, il était équipé de viseurs simples. Ils se composaient d’un viseur avant (situé sur le renflement du museau du canon) et d’un viseur de cadre monté sur le régulateur de gaz. Le tir était effectué à l’aide d’une détente placée devant le pied du lance-grenades. L’emplacement de la détente permettait d’actionner le lance-grenades même en position couchée,.
Le fonctionnement du lance-grenades modèle 36 nécessitait quatre personnes : un tireur, un mitrailleur et deux porteurs de munitions. Le personnel servant le lance-grenades disposait d’un approvisionnement de onze à vingt grenades (les données diffèrent selon les sources). Les munitions restantes étaient transportées sur des chariots,.
Plusieurs types de munitions ont été utilisés pour le lance-grenades modèle 36, principalement des grenades à éclats tranchants modèle 35 avec fusée de contact, des grenades d’entraînement multiples modèle 35 et grenades marqueuses modèle 35. Cette munition a été produite par l’usine de munitions n° 1 de Skarżysko,.
Il était également possible d’utiliser les projectiles antérieurement développés pour le modèle 30. Ceux-ci incluaient les grenades modèle 30, les grenades au phosphore modèle 30, les grenades de remplacement avec fumée blanche modèle 30, les grenades modèle 33, les grenades de remplacement avec fumée blanche modèle 33, les grenades d’entraînement multiples modèle 33.

## Utilisateurs et utilisation au combat
Dans l’armée polonaise, les lance-grenades modèle 36 ont été utilisés dans l’infanterie, où ils ont remplacé les Granatenwerfer 16 allemands et les grenades à fusil Viven-Bessières français. Dans la compagnie de ligne du bataillon d’infanterie, il y avait une section de lance-grenades armée de trois lance-grenades. Au total, cela donnait 27 lance-grenades dans un régiment d’infanterie d’active. Le commandant de la section des lance-grenades était généralement un sous-officier supérieur ou un aspirant,.
Lors de la mobilisation en 1939, des régiments d’infanterie de réserve ont été formés, qui n’avaient pas une dotation pleine de mitrailleuses et de lance-grenades. En fait, en septembre 1939, il n’y avait que 18 lance-grenades dans le régiment d’infanterie de réserve standard.
Des lance-grenades sont également allés à certains bataillons de la Défense nationale, par exemple le Bataillon de défense nationale de Nakło. Des lance-grenades devaient également être donnés à la cavalerie, mais seulement en 1941,.
Après la fin de la campagne de septembre 1939, il restait 855 lance-grenades modèle 36. La plupart d’entre eux ont ensuite été adoptés comme équipements d’unités d’entraînement de la Wehrmacht sous la désignation de « Granatenwerfer 36(p) 4,6 cm ». Comme pour tous les matériels de prise sur l’ennemi, la nationalité était indiquée entre parenthèses, ici le (p) pour Poland. Cependant, ils ont été rapidement retirés du service en raison du petit nombre de munitions disponibles. Un certain nombre (indéterminé) de lance-grenades sont également tombés entre les mains de l’Armée rouge.